# تومويا هيراياما
تومويا هيراياما (باليابانية: 平山 智也) (14 سبتمبر 1985 في ليزوكا في اليابان – )؛ هو لاعب كرة قدم سابق كان يلعب كمهاجم.